# Aurela
Aurela var et charterflyselskab fra Litauen. Selskabet havde hub og hovedkontor på Vilnius Airport, syv kilometer fra landets hovedstad Vilnius. Det blev etableret i 1985 og startede flyvningerne året efter. I juni 2013 blev selskabet erklæret konkurs, efter at flyvningerne blev indstillet i februar.
Lituanica opererede ved lukningen i 2013 udelukkende charterflyning. Flyflåden bestod af to Boeing 737-300 med en gennemsnitsalder på 23 år. Det yngste fly på godt 21 år blev via leasingselskabet overdraget til Kyrgyzstan Air Company, mens flyet på 25.5 år kom i flåden hos Grand Cru Airlines.